# برتران بونلو
برتران بونلو (فرانسوی: Bertrand Bonello‎؛ زادهٔ ۱۱ سپتامبر ۱۹۶۸) یک کارگردان، و آهنگ‌ساز اهل فرانسه است. بونلو در پاریس و مونترال زندگی می‌کند و از سال ۱۹۹۶ میلادی تاکنون مشغول فعالیت بوده‌است. او برای فیلم پورنوگراف‌ساز برنده جایزه فیپرشی جشنواره فیلم کن ۲۰۰۱ شد.
در سال ۲۰۱۴ فیلم سن لوران ساخته برتران بونلو در مسابقه جشنواره فیلم کن ۲۰۱۴ برای کسب نخل طلا حضور داشت و به نمایش درآمد. هم‌چنین این فیلم به عنوان نماینده فرانسه برای جایزه اسکار بهترین فیلم خارجی زبان معرفی شد. از دیگر فیلمهایش می‌توان به نوکتوراما (۲۰۱۶) و جانور (۲۰۲۳) اشاره کرد.